# 謝賜履
谢赐履（?—?），广西全州人。清朝政治人物。
谢明英第三子。舉人出身，任感恩（今海南省东方县）县令，康熙五十四年，升任水平知府，歷官天津兵备副使、康熙六十年（1721年）冬升湖北按察使，六十一年十月二十一日，官至山东巡抚。
雍正元年，继魏廷珍为两淮巡盐御史，十二月，赐履请求停止两淮余银滋补江宁、苏州两织造。雍正二年闰四月，升谢赐履为左副都御史，仍管盐政。雍正三年，缘事降调，四年春，以老病乞休。有五子：长子谢庭瑶，次子谢庭琨，三子谢庭瑜，四子谢庭琪，第五子谢庭琛。
谢济世其侄。谢济世为浙江道御史，弹劾河南巡抚田文镜，以言事获罪，牵连谢赐履，令赐履入京传问。谢济世发配阿尔泰充军。谢赐履虽未加罪，但因年迈，次年卒于北京。有《悦山堂诗集》传世。